# Jプロダクション
Jプロダクション（ジェイプロダクション）は、日本の芸能事務所。近畿地方で活動するタレントとナレーターのマネージメントを主業務とする。
当初は大阪府大阪市西区西本町に事務所を構えていたが、後に同市浪速区恵美須西へ移転した。

## 所属タレント
2019年2月時点での所属者を記載。
- 秋本きょうこ
- 網本知
- 生駒治美[3]
- 樹リューリ（業務提携）
- 伊東和子
- 緒方りお（業務提携）
- 小川愛咲子
- 賀川さおり
- 坂田亜里紗
- 高橋映美子
- 橘秀明/秀円タッチ
- 辻内かおり
- 中岡将馬
- 羽田野裕美
- 馬場尚子（業務提携）[3]
- 藤井加奈子
- 船越美夏
- ほりえかおり（業務提携）
- 堀江道彦（業務提携）[3]
- 前塚あつし（業務提携）[3]
- 水原ゆうき
- 柳元麻見
- 山田由香里
- 米光寿恵

## 過去の所属タレント
ウィキペディア日本語版に単独記事がある人物のみを記載。
- 伊丹章（業務提携）[4]
- 神谷けいこ[5]
- 黒木千羽[5]
- タケモトコウジ[5]
- 弓雅枝[5]